# Murina tenebrosa
Murina tenebrosa é uma espécie de morcego da família Vespertilionidae. Endêmica do Japão, onde pode ser encontrada somente na ilha de Tsushima.